# Hainanphasma diaoluoshanensis
Hainanphasma diaoluoshanensis is een insect uit de orde Phasmatodea en de  familie Heteropterygidae. De wetenschappelijke naam van deze soort is voor het eerst geldig gepubliceerd in 2013 door Ho.